# Avdarma
Avdarma (en rumano: Avdarma; en gagauzo: Avdarma) es una comuna y pueblo de la unidad territorial autónoma de Gagaúzia, al sur de Moldavia. 

## Toponimia
El nombre del asentamiento en otros idiomas de importancia en el asentamiento también es Avdarma (en ruso: Авдарма; en ucraniano: Авдарма).

## Geografía
Avadarma se encuentra a 9 km al oeste de la frontera con Ucrania y a 15 km al este de Comrat.

## Historia
El pueblo fue fundado en 1820 por inmigrantes gagaúzos de los Balcanes. Según Konstantin Irecicek, el pueblo fue fundado por colonos búlgaros de Besarabia.

## Demografía
La evolución de la población de Avdarma entre 2004 y 2014 fue la siguiente:
| 3564                         | 2516 | 3307 |
| (Fuente: Localitati Moldova) |      |      |

Según el censo de 2004, los gagaúzos representaban el 94,16% de la población; los rusos, el 1,32%; los ucranianos, el 1,21%; y los rumanos, el 1,18%.

## Infraestructura

### Arquitectura, monumento y lugares de interés
El museo local de historia y etnografía del pueblo fue inaugurado en 2011.